# Ethernet in the First Mile
Ethernet in the First Mile (EFM) ist ein im Ethernet-Standard IEEE 802.3ah beschriebenes Verfahren zur Überbrückung der „letzten Meile“ einer Teilnehmeranschlussleitung.

## Geschichte
Ein erster Schritt war die EtherLoop-Technik, die 1996 bei Nortel Networks entwickelt wurde und 1998 in das Unternehmen Elastic Networks überging.
Primär wurde die Technik von Jack Terry erfunden. Die Hoffnung war, den paketbasierten Charakter von Ethernet mit der Fähigkeit der DSL-Technik zu kombinieren, und mit bereits bestehenden Telefonanschlussdrähten zu arbeiten. Der Name kommt vom Teilnehmeranschluss, der traditionell die Leitungen von einer Vermittlungseinrichtung eines Telefonnetzbetreibers zu einem Teilnehmer beschreibt. Das Protokoll war halbduplex mit Steuerung von der Providerseite der Schleife. Es passte sich den Leitungsbedingungen an, mit einer maximalen Datenübertragungsrate von 10 Mbit/s, allerdings waren 4–6 Mbit/s, in einer Entfernung von etwa 3,7 km, typischer. Die Symbolraten lagen bei 1 MBaud oder 1,67 MBaud, mit 2, 4 oder 6 Bit pro Symbol.
Der EtherLoop-Produktname wurde in den USA und Kanada als Marke eingetragen. Die EtherLoop-Technologie wurde schließlich 2002 von Paradyne Networks gekauft, die wiederum 2005 von Zhone Technologies gekauft wurde.
Ein weiteres Konzept war es, Ethernet-Varianten einzusetzen, die das Glasfasernetz sowohl für Privat- als auch für Geschäftskunden nutzen sollte. Dies war ein Beispiel für das, was als Glasfaser zum Haus (FTTH) bekannt geworden ist. Das Unternehmen Fiberhood Networks stellte diesen Service von 1999 bis 2001 bereit.
Einige frühe Produkte, die um das Jahr 2000 herum von Infineon als 10BaseS vermarktet wurden, waren technisch gesehen keine Basisbandsignalisierung, sondern Passband wie in der sehr hochbitratigen digitalen Teilnehmeranschlusstechnik (VDSL) verwendeten. 1997 wurde von Peleg Shimon, Porat Boaz, Noam Alroy, Rubinstain Avinoam und Sfadya Yackow ein Patent angemeldet. Long Reach Ethernet war der Produktname, der von Cisco Systems ab 2001 verwendet wurde. Es unterstützte Modi von 5 Mbit/s, 10 Mbit/s und 15 Mbit/s je nach Entfernung.
Im Oktober 2000 reichte Howard Frazier einen Call for Interest bei der IEEE ein, bei einer Sitzung im November 2000 rief die IEEE 802.3 Arbeitsgruppe die Studiengruppe „Ethernet in der ersten Meile“ und am 16. Juli 2001 die Arbeitsgruppe 802.3ah ins Leben.
Parallel dazu bildeten die teilnehmenden Anbieter im Dezember 2001 die Ethernet in der First Mile Alliance (EFMA), um die Ethernet-Teilnehmerzugangstechnologie zu fördern und den IEEE-Standards zu unterstützen. Bei diesem Meeting wurde EtherLoop-Technologie zu 100BASE-CU umbenannt und eine weitere Technologie namens EoVDSL für Ethernet over VDSL festgelegt.
Der EFM-Standard der Arbeitsgruppe wurde am 24. Juni 2004 verabschiedet und am 7. September 2004 als IEEE 802.3ah-2004 veröffentlicht. Im Jahr 2005 wurde er in den Basisstandard IEEE 802.3 aufgenommen. Im Jahr 2005 wurde die EFMA vom Metro Ethernet Forum übernommen.
Anfang 2006 begannen die Arbeiten an einem noch schnelleren 10 Gigabit/Sekunde Ethernet passiven optischen Netzwerk (10G-EPON) Standard, der 2009 als IEEE 802.3av verabschiedet wurde. Die Arbeiten am EPON wurden von der im März 2012 gebildeten IEEE P802.3bk Extended EPON Task Force fortgesetzt. Zu den Hauptzielen dieser Task Force gehörte es, die Power-Budgetklassen PX30, PX40, PRX40 und PR40 sowohl für 1G-EPON als auch für 10G-EPON zu unterstützen. Die 802.3bk Änderung wurde im August 2013 von der IEEE-SA SB genehmigt und kurz darauf als Standard IEEE Std 802.3bk-2013 veröffentlicht.
Im November 2011 begann IEEE 802.3 mit der Arbeit am EPON Protocol over Coax (EPoC).

## Beschreibung
EFM definiert, wie Ethernet über neue Medientypen unter Verwendung neuer Ethernet-Physical-Layer-Schnittstellen übertragen werden kann:

### Kupfer
Die beiden folgenden Standards definierten eine symmetrische, vollduplex arbeitende, Punkt-zu-Punkt-Verbindung.
- 2BaseTL: Auf Basis von SHDSL, mit einer Datenübertragungsrate von maximal 5,69 Mbit/s und einer maximalen Leitungslänge von 2700 m.[21]
- 10PassTS: Auf Basis von VDSL, mit einer Datenübertragungsrate von mindestens 10 Mbit/s und einer maximalen Reichweite von 750 m.[22]

### Glasfaser
- 100BaseLX10: Definiert eine Punkt-zu-Punkt-Verbindung mit einer Datenübertragungsrate von 100 Mbit/s über ein Singlemodefasernpaar mit einer Reichweite von 10 km[23]
- 100BaseBX10: Definiert eine Punkt-zu-Punkt-Verbindung mit einer Datenübertragungsrate von 100 Mbit/s über eine einzelne Singlemodefaser mit einer Reichweite von 10 km.[24]
- 1000BaseLX10: Definiert eine Punkt-zu-Punkt-Verbindung mit einer Datenübertragungsrate von 1000 Mbit/s über ein Singlemodefasernpaar mit einer Reichweite von 10 km.[25]
- 1000BaseBX10: Definiert eine Punkt-zu-Punkt-Verbindung mit einer Datenübertragungsrate von 1000 Mbit/s über eine einzelne Singlemodefaser mit einer Reichweite von 10 km.[26]

### Passiv optisches Netzwerk
- 1000BasePX10: Definiert eine Punkt-zu-Mehrpunkt-Verbindung mit einer Datenübertragungsrate von 10 Gbit/s auf Basis von PONs und einer Reichweite von 10 km.[27]
- 1000BasePX20: Definiert eine Punkt-zu-Mehrpunkt-Verbindung mit einer Datenübertragungsrate von 1 Gbit/s auf Basis von PONs und einer Reichweite von 20 km.[28]

## 2BASE-TL und 10PASS-TS
Im Gegensatz zu 10BASE-T-, 100BASE-T- und 1000BASE-T-PhYs, die eine einzelne Datenübertragungsrate von 10, 100 oder 1000 Mbit/s bereitstellen, kann bei 10PASS-TS und 2BASE-TL die Datenübertragungsrate je nach den Eigenschaften des Kupfermediums (wie Länge, Drahtdurchmesser, Anzahl der Paare, wenn die Verbindung aggregiert ist, Übersprechens zwischen den Paaren usw.), den gewünschten Verbindungsparametern (wie gewünschter SNR-Rand, Power Back-Off etc.) und den regionalen spektralen Einschränkungen variieren.
Über die Schnittstelle 2BASE-TL können mit G.SHDSL mindestens 2 Mbit/s über Entfernungen von bis zu 2,7 km.
Im Gegensatz dazu eignet sich die 10Pass-TS-Schnittstelle mit VDSL oder VDSL2 vor allem für kurze Entfernungen, bis ca. 750 m, allerdings sind hier höhere Datenübertragungsraten, mindestens 10 Mbit/s, zu erwarten.
Bei beiden handelt es sich um eine vollduplexe Punkt-zu-Punkt-Verbindung.